# Al-Sadd SC
Al-Sadd Sports Club je katarský fotbalový klub, který sídlí ve stejnojmenné čtvrti hlavního města Dauhá. Klubové barvy jsou černá a bílá. Al-Sadd byl založen skupinou studentů v roce 1969 a roku 1972 získal svůj první titul mistra země. Je historicky nejúspěšnějším účastníkem katarské nejvyšší soutěže, kterou vyhrál 18krát (1971, 1974, 1979, 1980, 1981, 1987, 1988, 1989, 2000, 2004, 2006, 2007, 2013, 2019, 2021, 2022, 2024, 2025). Největším rivalem je další tradiční klub z hlavního města Al-Arabi SC, který má pověst lidového klubu, kdežto Al-Sadd je mužstvem boháčů.
Od roku 2019 do roku 2021 vedl klub Xavi Hernández, bývalý španělský fotbalista.
Al-Sadd je dvojnásobným vítězem Ligy mistrů AFC z let 1989 a 2011. Kvalifikoval se na Mistrovství světa ve fotbale klubů 2011, kde porazil Espérance Sportive de Tunis 2:1, prohrál s FC Barcelona 0:4 a v utkání o třetí místo po bezbrankové remíze porazil Kashiwa Reysol na penalty. Klub také vyhrál arabskou ligu mistrů v roce 2001 a ligu mistrů Perského zálivu 1991.
Patří k nejbohatším asijským klubům, působili v něm přední zahraniční hráči (Romário, Frank Leboeuf, Raúl González, Xavi) i trenéři (Rabah Madžer, Bora Milutinović).
Kromě fotbalu provozuje klub Al-Sadd také futsal, házenou, volejbal a basketbal.

## Známí hráči
- Xavi
- Santi Cazorla